# Alex Pearce
Alexander James Pearce (ur. 9 listopada 1988 w Wallingford) – irlandzki piłkarz grający na pozycji obrońcy. Od 2022 jest zawodnikiem AFC Wimbledon.
Urodził się w Anglii, ale reprezentował Szkocję na szczeblach młodzieżowych. Ostatecznie wybrał reprezentację Irlandii, w której zadebiutował w meczu z Omanem i trafił w nim gola.